# Норильск (городской округ)
Го́род Нори́льск — муниципальное образование и административно-территориальная единица в Красноярском крае России.
Административный центр — город Норильск.
С точки зрения административно-территориального устройства является административно-территориальной единицей краевым городом. С точки зрения муниципального устройства образует муниципальное образование со статусом городского округа.

## История
Указом Президиума Верховного Совета РСФСР от 15 июля 1953 года рабочий поселок Норильск преобразован в город краевого подчинения с выделением из состава Дудинского района Таймырского национального округа.
С 1935 - 1956 на территории Норильска существовал Норильский исправительно-трудовой лагерь — исправительно-трудовой лагерь ГУЛАГа
2 ноября 1956 г. посёлки Медвежий, Угольный, Кайеркан отнесены к категории рабочих посёлков.
12 января 1965 г. рабочие посёлки Кайеркан, Талнах и Снежногорск  были переданы в административное подчинение Норильскому городскому Совету депутатов трудящихся.
25 августа 1970 г. рабочий посёлок Талнах был преобразован в район городского подчинения.
4 ноября 1982 г. рабочие посёлка Талнах и Кайеркан были преобразованы в города районного подчинения с административным подчинением их Норильскому городскому Совету депутатов трудящихся.
Границы установлены Законом Красноярского края от 27.12.2000 N 13-1102 «Об установлении границ муниципального образования город Норильск»
Статусом городского округа наделен Законом Красноярского края от 10.12.2004 N 12-2697 «О наделении муниципального образования город Норильск статусом городского округа».

## Население
| 1959     | 1960     | 1961     | 1962     | 1963     | 1964     | 1970     |
| -------- | -------- | -------- | -------- | -------- | -------- | -------- |
| 123 513  | ↘121 700 | ↗122 300 | ↗123 600 | ↗126 300 | ↘125 700 | ↗159 206 |
| 1979     | 1986     | 1989     | 1998     | 1999     | 2001     | 2002     |
| ↗234 633 | ↗266 600 | ↗267 609 | ↘245 000 | ↘235 500 | ↘220 500 | ↗221 908 |
| 2005     | 2006     | 2007     | 2008     | 2009     | 2010     | 2011     |
| ↘218 589 | ↘214 305 | ↘210 416 | ↘207 459 | ↘205 013 | ↘176 252 | ↘176 024 |
| 2012     | 2013     | 2014     | 2015     | 2016     | 2017     | 2018     |
| ↗178 139 | ↗178 586 | ↘177 326 | ↘176 971 | ↗178 106 | ↗178 654 | ↗180 239 |
| 2019     | 2020     | 2021     | 2024     | 2025     |          |          |
| ↗181 656 | ↗182 496 | ↘175 237 | ↗177 427 | ↘176 468 |          |          |

## Населённые пункты
В состав городского округа и краевого города входят 2 населённых пункта:

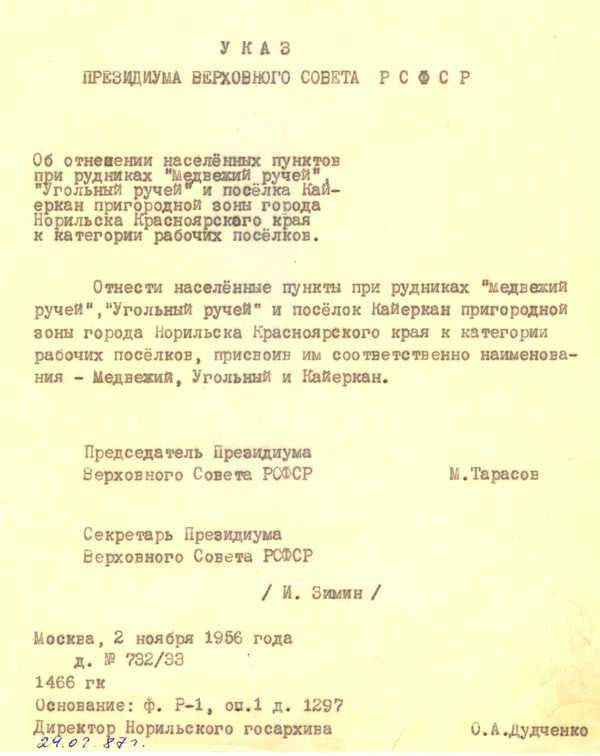
Указ о отнесении населенных пунктов Медвежий, Угольный, Кайеркан к категории рабочих поселков. 2.11.1956

| № | Населённый пункт | Тип населённого пункта        | Население |
| - | ---------------- | ----------------------------- | --------- |
| 1 | Норильск         | город, административный центр | ↘175 773  |
| 2 | Снежногорск      | городской посёлок             | ↘692      |

###### Упраздненные населенные пункты
В 1950-е вокруг Норильска было 30 поселков, каждый из которых был создан при шахте, руднике или стройке, чаще всего на месте бывшего лаготделения. Но только 3 из них получили официальные статусы. 
Алыкель — до 1993 года, посёлок военных лётчиков около Норильска.
Западный — до 1990 года, 
Медвежий — рабочий посёлок с 2.11.1956 года.
Угольный  — рабочий посёлок с 2.11.1956 года.
Листвянка 1967-1969 - угольный посёлок, закрытый по причине газификации НПР. Население составляло пару сотен геологов, шахтеров.
Талнах —  с 2004 вошел в состав г. Норильска
Кайеркан — с 2004 вошел в состав г. Норильска

## Естественное движение
В 1982 году Норильск поставил абсолютный рекорд по рождаемости - родилось 5534 детей, рождаемость составила 20.76‰

## Местное самоуправление
Председатели поселкового Совета
- 15.05.1944—27.12.1951 — Туманишвили, Зоя Ивановна[36]
- ?—15.07.1953 — Шарапов, Михаил Никитич, председатель поселкового Совета

Председатели горисполкома
- 15.07.1953—26.10.1953 — Шарапов Михаил Никитич, временный председатель городского исполнительного комитета СДТ
- 26.10.1953—12.1962 — Бурмакин, Анатолий Сергеевич
- 12.1962—1.07.1973 — Деев, Виктор Леонтьевич, председатель городского исполнительного комитета
- 1.07.1973—05.1990 — Смолов, Юрий Михайлович, председатель городского исполнительного комитета СНД

Первые секретари горкома КПСС
- 1961—1966 — Савчук, Иван Александрович
- 1972—1982 — Благих, Борис Михайлович
- 198?—198? — Аристов, Игорь Сергеевич

Норильский городской Совет депутатов
Дата избрания: 11.09.2022. Срок полномочий: 5 лет
Председатели городского Совета Народных Депутатов
- 05.1990—1992 — Ткачев, Василий Федорович

Глава города Норильска
- 12.1996—2000 — Ткачев Василий Федорович, глава города
- 2000—2000 — Маланин, Юрий Сергеевич, и. о. главы города
- 15.03.2000—10.12.2000 — Бударгин, Олег Михайлович, и. о. главы города
- 10.12.2000—02.2003 — Бударгин Олег Михайлович, глава города
- 11.05.2001—11.2002 — Шмаков, Сергей Александрович, председатель Городского Совета
- 02.2003 — 06.06.2003 — Петухов Геннадий Федорович, и. о. главы города
- 06.06.2003—12.11.2003 — Кузнецов, Лев Владимирович, и. о. главы города
- 12.11.2003—14.12.2007 — Мельников, Валерий Владимирович, глава города
- 17.12.2007—22.01.2008 — Шмаков, Сергей Александрович, и. о. главы города (председатель Городского Совета)
- 22.01.2008—20.03.2012 — Шмаков Сергей Александрович, глава города (председатель Городского Совета)
- 20.03.2012—21.09.2017 — Курилов, Олег Геннадьевич, глава города (председатель Городского Совета)
- 21.09.2017—по н.в. — Пестряков Александр Александрович, председатель Городского Совета
- 21.09.2017—28.07.2020 — Ахметчин, Ринат Вячеславович, глава города
- 28.07.2020—27.01.2021 — Тимофеев Николай Анатольевич, и. о. главы города
- С 27.01.2021 по н. в — Карасёв, Дмитрий Владимирович, глава города.

Руководители администрации города
- 1992—03.1995 — Ткачев Василий Федорович
- 03.1995—12.1996 — Попов, Анатолий Викторович
- 17.12.2007—06.03.2008 — Александрович, Владлен Лазаревич, и. о. главы администрации
- 06.03.2008—30.06.2009 — Текслер, Алексей Леонидович, глава администрации
- 30.06.2009—26.11.2013 — Ружников, Алексей Борисович, мэр — сити-менеджер

В 2010 году изменили модель управления городом на связку «мэр — сити-менеджер». Модель была упразднена в сентябре 2017 года. 
- 02.02.2014-21.09.2017 — Поздняков, Евгений Юрьевич, мэр — сити-менеджер